# Joshua John Edelman
Joshua Edelman (Manhattan, Nueva York, 9 de abril de 1954) es un pianista, compositor, productor y pedagogo estadounidense de familia judía con origen ruso/polaco. Es fundador de la discográfica Jazz Basque Country Productions y del Jazz Cultural Theatre of Bilbao. Edelman fue alumno del Jazz Cultural Theatre de Nueva York, creado por el pianista de jazz Barry Harris en 1982. En sus composiciones y proyectos combina influencias de la música clásica, el bebop y la huella africana en la música popular americana. A lo largo de su carrera ha impartido clases, cursos, seminarios y conferencias; también mantiene su labor investigativa y de desarrollo del jazz aportando su visión.

## Biografía

### Infancia y juventud
Joshua Edelman nació en Manhattan y creció en Greenwich Village en la década de 1960, época de cambios, en la cual se cuestionaban todas las políticas y las costumbres imperantes. Sus abuelos fueron emigrantes judíos llegados a Nueva York a principios del Siglo XX huyendo de la represión antisemita en Rusia, Ucrania y Polonia; de  sentimiento laico y progresista, pero con una fuerte identificación con las raíces judías. Durante la Segunda Guerra Mundial, su padre y dos de sus hermanos lucharon en el frente contra el nazismo. Su abuela materna, Frances Israel, se dedicó a la enseñanza toda su vida en colegios de los barrios más pobres de Nueva York, ayudando a personas sin recursos, a la vez que se involucró en la lucha por los derechos civiles y los derechos de la mujer. Sus padres se desempeñaron dentro del campo de la arquitectura, realizando una obra muy variada, enfocada en la vivienda pública y en los edificios de uso público como clínicas, iglesias y sinagogas, escuelas, guarderías y residencias para personas mayores. Su abuelo materno, Abraham Hochberg, fue primo hermano de Yip Harburg, letrista del conocido Over the Rainbow de la película El Mago de Oz y de muchos otros míticos temas del repertorio de musicales y de la época dorada del cine. 
A los siete años, Joshua comenzó a tomar clases de música con Robert Abramson. El Dr. Abramson era especialista en el método Dalcroze, creado por Émile Jaques-Dalcroze , que consiste en enseñar la música a través del ritmo y los movimientos corporales. Así fue como se introdujo en el piano clásico y en el jazz el joven Edelman. Después tuvo a varios maestros, entre ellos Joseph Prostakoff, pianista, compositor, discípulo de la pianista Abby Whiteside y continuador de su pedagogía; y Barry Harris, maestro del bebop y uno de los pioneros en la enseñanza del jazz.
El ambiente musical de esa época se encontraba en medio de una gran transformación. En el caso del folk y el rock destacaban representantes como Bob Dylan, Simon and Garfunkel, Woody Guthrie, The Beatles, The Rolling Stones, Grateful Dead, Janis Joplin, Jimi Hendrix, Richie Havens. Edelman se decantaba por el blues y el jazz, género que escuchaba regularmente en locales de la ciudad, presenciando a músicos como Thelonious Monk, Charles Mingus, Horace Silver, McCoy Tyner, Sonny Rollins, Freddie Hubbard, Herbie Hancock, Rahsaan Roland Kirk y Art Blakey.  

### Inicios de su carrera profesional
Joshua Edelman comenzó a trabajar profesionalmente en Nueva York en 1976, tocando con La Big band de Lynn Oliver, además, compartió escenario con  diferentes cantantes, con el cuarteto del saxofonista Charley Gerard y con dúos de contrabajo y piano. En 1977 y 1978 marchó a Guatemala a estudiar castellano. El 9 de enero  de 1980 embarcó rumbo a España para dar clases en La Unión Musical de Liria y se trasladó a Valencia capital a finales de 1981. En esta ciudad se dedicó intensivamente al jazz e introdujo a muchos jóvenes en este estilo de música, de los cuales algunos llegaron a convertirse en profesionales.  

### Conciertos y producciones
En 1985 se encarga de las clases de jazz en el Taller de Músicos de Madrid, instalándose definitivamente en esa ciudad en 1986. En su trabajo ahí compartió labor con una gran cantidad de músicos, entre los cuales se pueden destacar Sean Levitt, Perico Sambeat, Pedro Iturralde, Jorge Pardo, Donna Hightower, Michelle McCain, Chuck Israels y Abdu Salim. También fue responsable de la asistencia de Barry Harris en España para la realización de seminarios anuales, actividad que se desarrolló durante aproximadamente veinte años. 
Tras la muerte de su padre, Harold Edelman (1923 - 1998), desarrolló un programa de música clásica y jazz que se utilizó en un homenaje celebrado en St. Mark’s Church, en Nueva York, en febrero de 1999. Dicho trabajo se recopiló en el CD “Conexiones”, que salió al mercado en el año 2001. En esa grabación destaca la colaboración del trompetista Manuel Machado, con el que compartió escenario durante años posteriores. La presentación de ese trabajo tuvo lugar en el Café Central de Madrid. En ese mismo evento se grabó en directo el que sería su nuevo CD, “Fusión de Almas”, que salió al mercado en el 2002. En 1999 Edelman graba en directo el CD “Antonio Serrano & Joshua Edelman Trío En El Central”, fruto de una colaboración con ese músico.  
Del año 2000 al 2007 Edelman se dedicó a dar conciertos con los músicos antes mencionados y con el contrabajista Yelsy Heredia y el batería Moisés Porro. En esos años dio cerca de mil conciertos con ésta y otras formaciones. Los tres se unieron a la cantante cubana  Gema Corredera para la realización del proyecto “Clásicos Latinoamericanos”. En el 2005, Edelman recibió el Premio al Mejor Grupo Español en el III Certamen de Intérpretes del XXV Festival Internacional de Jazz de Granada.

En el 2004, tras el regreso a España del trombonista cubano Juan Pablo Torres, se unió a él y llevaron a cabo dos giras de conciertos juntos. Torres murió repentinamente en el 2005, víctima de un tumor cerebral. Joshua Edelman y otros músicos le dedicaron dos conciertos de homenaje con el fin de recaudar fondos para su familia. Uno de esos conciertos contó con la presencia de Bebo Valdés y el otro, con el trombonista Steve Turre como invitado. Con este último grabó el CD/DVD “Calle del Rosario” en ese mismo año, bajo el recién creado sello Jazzconexiones. La colaboración con Steve Turre fue el inicio de una serie de conciertos en, entre otros, el Festival de Jazz de Madrid de 2005 y 2006, el Festival de Jazz de la Costa del Sol de Estepona en 2008, el Festival de Jazz de Toledo 2009 y actuaciones durante una semana en el Café Central de Madrid en el 2011. 
En abril de 2007 grabó para King Records (Japón) de Japón “Dreaming On The Fire Escape”. En ese mismo año se grabó en su estudio de la calle del Rosario en el Barrio de La Latina de Madrid, la producción del cantante Zenet "Los Mares de China". En este trabajo se desempeñó como pianista, arreglista y coproductor artístico junto al ingeniero de sonido y productor Saúl Santolaria fundador de Sweet Saúl Music Recording Studios y Juan Ibáñez, de Warner Chappell Music.
Jazz Cultural Theatre of Bilbao
En enero de 2010 Joshua Edelman se trasladó con su familia a las afueras de Bilbao. En esta ciudad,  junto a su esposa Cristina Santolaria, periodista y gestora cultural, puso en marcha Jazz Cultural Theatre of Bilbao, en el cual desarrolla la enseñanza, investigación y difusión del jazz. En el año 2013, crearon “Jazz Basque Country Productions. Creativity, Research & Spreading The Word About Jazz”. Bajo este sello salieron al mercado “Manhattan Bilbao Jazz-Zubia”, la reedición del disco “Conexiones”, esta vez acompañado con otro disco con versiones en directo, y en 2018 el disco “Self Portrait”.
En el 2016, Edelman participa en el ciclo 365 Jazz Bilbao Matiné con el concierto “El jazz en la vida de todos”. En ese mismo año da un concierto en el Teatro Campos Elíseos, compartiendo escenario con su maestro Barry Harris. En el 2017 presenta “Jazz For The Oceans” en el Teatro Campos Elíseos de Bilbao junto al trombonista Steve Turre y un gran elenco de músicos vascos e internacionales. En el 2022 sacó a la luz, desde Jazz Basque Conuntry Productions, un álbum de nuevo autobiográfico “My Greenwich Village Stories”, donde relata a través de sus temas sus experiencias más personales de su adolescencia y juventud en las calles y plazas de su Manhattan natal. En abril de ese año presentó una serie de conciertos a dos pianos en el Café Central de Madrid junto al pianista y matemático Rob Schneiderman.
Finalmente, en el 2023 Edelman presentó, junto al músico trikitilari Xavi Arakama, el concierto Traditions & Tradizioak dentro del marco del Summer Jazz Festival de Cracovia, en colaboración con el Instituto Cervantes de esa ciudad. 
En los últimos años Edelman ha llevado a cabo la iniciativa “Jazz for the Oceans” desde su Organización “Jazz for Life”.  En esta labor le acompaña el biólogo marino Alberto Santolaria. Su trabajo consiste en la creación de proyectos, actividades e iniciativas en los que confluyen manifestaciones artísticas y conciencia medioambiental, destinadas a  sensibilizar a todos los públicos sobre la necesidad de contribuir a frenar el cambio climático. 

### Aparición en medios
Además de su labor musical, ha participado en diferentes tertulias radiofónicas sobre la música y el jazz, en programas de televisión y como pianista y director musical de producciones teatrales y cinematográficas, destacando su participación en TVE en 1987, La Buena Música (producido por Jaime Torrens), junto al guitarrista de jazz neoyorkino Sean Levitt y el contrabajista David Thomas. En 1989 actúa en el programa “Jazz entre amigos” de TVE con el saxofonista norteamericano Abdu Sali. Ese mismo año grabó otra actuación para ese programa con el cantante Mario Magni y en 1990 con Joshua Edelman Quintet Featuring junto al legendario contrabajista Chuck Israels.
En 1990 actúa con la Sonora Latina en Euskal Telebista. Además de esas intervenciones, Edelman ha grabado programas con composiciones originales para Tele 5, Antena 3 y TVE2.  “Madrid Directo”, de Tele Madrid.

## Discografía
- 2022. My Greenwich Village Stories (Jazz Basque Country).
- 2021. Jazz For The Oceans (Jazz Basque Country).
- 2021. Tribute To The Duke (Jazz Basque Country).
- 2019. Self Portrait (Jazz Basque Country).
- 2015. Conexiones. Reedición. (Jazz Basque Country).
- 2013. Manhattan Bilbao Jazz-Zubia. Joshua Edelman. (Jazz Basque Country).
- 2007. Dreaming On The Fire Escape. Joshua Edelman (King Records).
- 2006. Calle del Rosario. Joshua Edelman (Jazzconexiones).
- 2003. Fusión de almas. Joshua Edelman. (Ingo Música).
- 2001. Conexiones. Joshua Edelman (Ingo Música).
- 2000. Antonio Serrano & Joshua Edelman Trío en el Central. (Ingo Música).
- 1995. Daylight . Edelman-Robb Quartet. (Black Star).
- 1993. Medianoche (DiscMedi Blau).
- 1989. Bailadero. Sonora Latina (Manzana).

### Colaboraciones
- Muy personal. Carlos Velasco (Errabal Jazz) 2011.
- Sabor Español - Spanish Flavour (2013)
- Dos Gardenias, Sole Jiménez, (WEA) 2009.
- Los Mares de China. Zenet (Volcán) 2008.
- En alma misma. Dúo Angelisa. (Karonte) 2004.
- Bolero. Edith Salazar. (Sonifolk) 2004.
- Shooting Star in Madrid. Lava Conexión. (Jlava 2004).
- Todas las flores. Presuntos Implicados. 2006.
- Turistas Vip. Sole Jiménez. 2009 (Documental)
- Jeito. José Antonio Ramos. (Nuevos Medios) 2013.
- Clásicamente Tuya. Paloma San Basilio. (EMI)1997.
- Todo es mentira Coque Malla. (Cine) 1994.
- Perico Sambeat. Perico Sambeat. (EGT Alboraia)1990.
- Alma de Blues. Presuntos Implicados . (WEA) 1989.
- De Sol a Sol, Presuntos Implicados. (WEA) 1987.

## Premios
- Premio al Mejor Grupo Español en el III Certamen de Intérpretes del XXV Festival Internacional de Jazz de Granada.